# A Curate's Love Story
A Curate's Love Story è un cortometraggio muto del 1912 diretto da Lewin Fitzhamon.

## Trama
La figlia di un notabile si prende cura di un malato di mente. Verrà salvata dal curato, innamorato di lei, che la ragazza aveva respinto.

## Produzione
Il film fu prodotto dalla Hepworth.

## Distribuzione
Distribuito dalla Hepworth, il film - un cortometraggio di 229 metri - uscì nelle sale cinematografiche britanniche nel gennaio 1912.